# Huamanga (provincie)
Huamanga is een provincie in de regio Ayacucho in Peru. De provincie heeft een oppervlakte van 2.981 km² en telt 276.443 inwoners (2015). De hoofdplaats van de provincie is het district Ayacucho; vier van de vijftien districten vormen samen de stad (ciudad)  Ayacucho.

## Bestuurlijke indeling
De provincie Huamanga is verdeeld in zestien districten, UBIGEO tussen haakjes:
- (050102) Acocro
- (050103) Acos Vinchos
- (050116) Andrés Avelino Cáceres Dorregaray
- (050101) Ayacucho, hoofdplaats van de provincie en deel van de stad (ciudad) Ayacucho
- (050104) Carmen Alto, deel van de stad (ciudad) Ayacucho
- (050105) Chiara
- (050115) Jesus Nazareno, deel van de stad (ciudad) Ayacucho
- (050106) Ocros
- (050107) Pacaycasa
- (050108) Quinua
- (050109) San Jose de Ticllas
- (050110) San Juan Bautista, deel van de stad (ciudad) Ayacucho
- (050111) Santiago de Pischa
- (050112) Socos
- (050113) Tambillo
- (050114) Vinchos

Cangallo · Huamanga · Huanca Sancos · Huanta · La Mar · Lucanas · Parinacochas · Páucar del Sara Sara · Sucre · Víctor Fajardo · Vilcas Huamán